# Adeimantos (Korinther)
Adeimantos (griechisch Ἀδείμαντος Adeímantos), Sohn des Okytos, floh nach Angaben Herodots (8, 94) mit dem von ihm kommandierten korinthischen Kontingent noch vor der Schlacht von Salamis. Herodots Aussage ist jedoch falsch, da Adeimantos mit seinen Truppen die Westzufahrt zum Golf bewachen sollte. Hier wurde er auch in Kämpfe mit persischen Truppen verwickelt. In der athenischen Propaganda galt er zudem (wohl zu Unrecht) als Gegner des Themistokles.
Grund für Herodots schlechte Sicht auf Adeimantos war wohl die Kritik an dessen Sohn Aristeas (Aristeus), der einer der aktivsten Gegner Athens während des beginnenden Peloponnesischen Krieges war. 432 v. Chr. kommandierte er ein korinthisches Hilfscorps für die von Athen abgefallene Stadt Potidaia. Später wurde er von den Athenern hingerichtet.